# Eupithecia lutulenta
Eupithecia uighurica là một loài bướm đêm trong họ Geometridae.